# Прамонотеизм
Прамонотеизм (англ. Urmonotheismus), первобытный монотеизм, изначальный монотеизм, примитивный монотеизм — теория происхождения религии, согласно которой изначальной формой любой религии было единобожие, впоследствии утраченное и "выродившееся" в немонотеистические верования, такие как фетишизм, тотемизм, магия, анимизм и др., известные как самые ранние формы религии.
В развёрнутом виде была изложена Вильгельмом Шмидтом, который опирался при её создании на теорию культурных кругов — одно из направлений диффузионизма, возникшего после того, как в подходе эволюционной школы обнаружились проблемы.
Научным сообществом теория прамонотеизма Шмидта не была поддержана, и сейчас она используется главным образом для обоснования богословских позиций — для защиты библейской идеи о примордиальном (изначальном) откровении.

## Изначальный монотеизм в Библии
В Библии указания на монотеизм даются ещё в книге Исход: «Я Господь, Бог твой, Который вывел тебя из земли Египетской, из дома рабства; да не будет у тебя других богов пред лицем Моим» Исх. 20:2, и далее это неоднократно подтверждается (см. Втор. 5:6, Мк. 12:29).

## Основные положения концепции прамонотеизма
В результате своих этнографических исследований Шмидт приходит к следующим выводам.
- Во-первых, он отмечает, что монотеизм является религией существующих в настоящее время охотников-собирателей, которые были исследованы им: их высшее существо, творец мира, связан с этикой и почитается в культе.
- Во-вторых, он утверждает, что так как эти народы представляют для нас наиболее древние из доступных форм культуры человека, это становится основанием для утверждения, что монотеизм является старейшей религией человечества.
- В-третьих, он декларирует, что так как религии этих людей — особенно их представления о высшем существе — отражают столь много общих характерных черт, следует заключить, что они имели общее историческое происхождение.
- В-четвёртых, Шмидт рассуждает, что образ высшего существа, которого придерживаются примитивные народы, является столь высоким, что он не выводится из человеческого опыта, и что, следовательно, его можно проследить к первоначальному Божественному Откровению. Наконец, он постулирует, что в течение последующего развития, прогресс во внешней культуре был достигнут многими народами, хотя зачастую встречается упадок в области религии и этики.

Как утверждает Шмидт, изначальная идея о Боге сохранилась с большей чистотой у кочевых народов, веровавших в небесного Бога; в других культурах эта идея потеряла основу. Почитание солнца и магия постепенно стали доминировать в тотемических культурах, а в матриархальных сельскохозяйственных культурах стали почитать землю и создали культ плодородия, лунную мифологию и почитание мёртвых. Так, по рассуждению Шмидта, первобытный монотеизм практически полностью исчез из религиозной жизни этих народов.
Также в своих работах Шмидт выводит следующие положения:
- Многие верования Древнего Востока и античности так или иначе приближались к идее монотеизма. Как правило, рядом с верховным божеством помещали пантеон второстепенных богов (Египет, Двуречье, Финикия, Греция).
- В Ханаане второстепенных богов называли «сынами божьими», поскольку они считались детьми верховного бога Эла (Эля).
- В Индии единое божество понималось в духе пантеизма (Упанишады) и как безличное Сверхбытие (буддизм).
- К индийской монистической концепции был близок греческий философский монотеизм.
- Наибольшее сходство с библейским монотеизмом имели религия Эхнатона и учение Заратустры. Однако Эхнатон отождествлял божество с физическим Солнцем, а маздеизм вскоре после Заратустры превратился в типично дуалистическую доктрину.

## История развития идеи
В XIX веке попытки обоснования такой концепции встречаются у немецкого философа Фридриха Шеллинга, русского богослова, философа и поэта Владимира Соловьёва, английского писателя и историка Эндрю Лэнга и немецкого индолога и санскритолога Леопольда Шрёдера.
Систематическое развитие концепция получила в книге шотландского литератора и ученого Э. Лэнга (1844—1912) «Становление религии». Первыми её сторонниками стали представители мифологической школы: Якоб Гримм, Иоган Маннгардт и др. В наиболее полной форме она была изложена австрийским католическим священником, а также этнографом, лингвистом и социологом Вильгельмом Шмидтом (1868—1954), редактором журнала «Антропос» — он посвятил обоснованию этой концепции 12-томную работу «Происхождение идеи Бога» (1908—1910). Шмидт был основателем венской школы в этнологии, и её сторонники также принимали активное участие в развитии этой концепции. В качестве методологической основы выступала теория культурных кругов.
В 1950-х годах, после смерти Шмидта, последователи венской школы отвергли его гипотезу, но ради спасения первоначальной идеи в качестве альтернативы представили концепцию пратеизма, то есть наличие у древнейших народов веры во всевышнее существо (концепция Hochgott — «High God»), в отличие от веры в единственное всевышнее существо (концепция Eingott — «Single God»).
Учёные, придерживавшиеся эволюционной теории развития общества, отвергали идеи о «примитивном монотеизме». Идею последовательного усложнения религиозных верований впервые предложил Э. Тайлор, который выдвинул гипотезу о том, что первоначальной формой религии был анимизм. В дальнейшем идеи Тайлора получили развитие в работах Дж. Фрейзера (магия как первоначальная форма религии), Р. Маретта, Л. Я. Штернберга (эпоха аниматизма, оживотворения всей природы), и Л. Леви-Брюля (первобытный дологический мистицизм).
Гипотеза прамонотеизма критиковалась не только западными исследователями, но и «научными атеистами» СССР. В 1960 году в журнале «Вопросы философии» была опубликована статья И. А. Крывелёва «Крушение теории прамонотеизма», в которой автор резко критикует основные тезисы Шмидта. А саму теорию в статье «Прамонотеизма теория» в Большой советской энциклопедии он называет «клериканской и антинаучной», а также высказывает следующее мнение:

Обилие неправильных истолкований этнографических данных и наличие прямых фальсификаций в этом сочинении неоднократно устанавливалось учёными. После смерти Шмидта даже его ученики, группирующиеся вокруг журнала «Anthropos», предприняли ревизию теории прамонотеизма и фактически отказались от неё, постулируя в качестве первичной формы религии не прамонотеизм, а пратеизм.

## Современные сторонники
В современном религиоведении концепция прамонотеизма используется в основном для обосновании богословских позиций.
Историк и религиовед А. Б. Зубов высказывается следующим образом:

Если учёному удается преодолеть покров тайны, окутывающий личность и имя Бога-Творца, то он может обнаружить Его в религиозных представлениях практически любого племени. Как вы помните, в XIX и даже в самом начале XX века большинство учёных отрицали возможность веры в единого Бога-Творца у «дикарей». Они считались для этого «высокого знания» слишком примитивными. На грани веков доминировала точка зрения Э. Б. Тэйлора, не утратившая сторонников и по сей день, в соответствии с которой первоначальной религией является анимизм, вера в духов, постепенно развивающаяся до политеизма и в качестве высшей религиозной формы достигающая состояния единобожия, монотеизма. Первым среди религиоведов и этнологов это убеждение поколебал Эндрю Лэнг, издавший в 1898 году ставшую классической книгу «Становление религии». Это, построенное на большом этнографическом материале, собранном непосредственно автором, исследование, побудило другого учёного, немецкого католического священника, выдающегося этнолога и лингвиста Вильгельма Шмидта создать двенадцатитомную монографию «Истоки представлений о Боге», в которой на необъятном материале доказывалось, что первоначальной верой человечества являлся монотеизм, лишь со временем более или менее заросший ряской политеистических и анимистических предрассудков.

Раввин А. Штейнзальц считает, что в основе даже примитивных форм политеизма, таких, как фетишизм или шаманство, лежит вера в единую интегральную силу, в некую духовную сущность (монолатрия); и что даже у самых примитивных племён существует вера в высшую силу как причину всего, что происходит в мире, и она является общей для всех народов, даже для бушменов или обитателей джунглей Южной Америки — племён, почти полностью изолированных от внешних культурных влияний.
Специалист по иудаизму, преподаватель Нью-Йоркского университета Л. Шиффман пишет:

Некоторые учёные утверждают, что вероучение патриархов было просто одной из форм монолатрии…, но Библия твёрдо свидетельствует, что патриархи были настоящими монотеистами. Вместе с тем, позднейшее развитие библейской системы жертвоприношений делает очевидным тот факт, что ранние израильтяне также верили в демонические силы. Божественная свита ангельских существ в том виде, как она описывается в некоторых псалмах, несколько напоминает пантеоны политеистических Месопотамии и Угарита…

Известный религиовед, этнограф и писатель XX века М. Элиаде, настаивая на применении герменевтического подхода, в монографии «Очерки сравнительного религиоведения» (1949) приводит некоторые примеры «небесных богов», почитаемых разными малоцивилизованными народами. Говоря о «непопулярности» почитания «небесных богов», Элиаде утверждает, что «Верховный небесный бог повсюду уступает место другим объектам почитания. Морфология подобной субституции может быть различной, но смысл ее практически везде один и тот же: отход от трансцендентности и пассивности небесного существа и обращение к более динамичным, активным и легкодоступным формам религии. Можно сказать, что мы наблюдаем за „постепенным понижением сакрального до уровня конкретного“, когда жизнь человека и окружающая среда приобретают все больше и больше оттенков сакральности».